# 中部内陸高速道路支線
中部内陸高速道路支線（チュンブネリュクこうそくどうろのしせん）（451号線）は、大邱広域市達城郡から北区に至る全長30.0キロの高速道路である。

## 概要
本来邱馬高速道路の一部であったが、中部内陸高速道路の計画が登場し、後に邱馬高速道路の内西JCT～玄風JCT間を中部内陸高速道路本線に編入して残った区間を45号中部内陸高速道路の支線として分離した高速道路である。分離直後は、支線の名称のかわりに邱馬高速道路という名称を使い、2001年から2008年まで使い続いたが、2008年の路線名の改称により中部内陸高速道路支線になって現在に至る。
邱馬高速道路は開業からまもなく有料道路になったが、ICごと料金所を設置し料金計算を行う方式ではなく、本線料金所を数個所設置し料金を受取する方式だった。しかし、1996年暫定2車線からの4車線拡張事業が終わり、ICごとに料金所を設置する方式に転換した。しかしながら、この現在の支線に当たる大邱区間は、花園TGを終点とし、琴湖JCT直後の大邱TG（現・西大邱IC付近）から花園TGまではそのまま無料区間に残っていた。これが大邱都市高速道路の合流による交通量の増加や、全国ネットワークとの離れによる料金計算を二回行う必要があるなどの問題を解決するため、2010年まで分離転換の事業を実施し、現在は全国ネットワークに接続する路線になった。

### 路線データ
- 起点：大邱広域市達城郡玄風邑（玄風JCT）
- 終点：大邱広域市北区琴湖洞（琴湖JCT）
- 全長：30.0 km
- 管理会社：韓国道路公社
- 制限最高速度：100 km/h
- 制限最低速度：50 km/h
- 車線数
  - 玄風JCT～玉浦JCT：4車線
  - 南大邱IC～西大邱IC：6車線
  - 玉浦JCT～花園玉浦IC：10車線
  - 上記以外：8車線

## 歴史
2001年以前の歴史については中部内陸高速道路の歴史節を参照。
- 2001年8月25日 高速国道路線指定令改正により高速国道7号邱馬高速道路の玄風JCT以南と、高速国道18号中部内陸高速道路、高速国道24号亀尾玉浦高速道路を統合し高速国道45号中部内陸高速道路に指定。高速国道7号邱馬高速道路から残った琴湖JCT～玄風JCT間を支線に相当する高速国道451号邱馬高速道路として分離
- 2008年1月3日 路線名を高速国道451号中部内陸高速道路支線に変更
- 2010年6月30日 拡張事業の完了と同時に無料区間の廃止、花園玉浦IC～西大邱IC間の大邱都市高速道路新川大路を分離

## 道路状況

### 交通量
24時間交通量（台） 交通量統計年報（随時統計） ※1995年以前はデータ未集計
| 区間                                  | 1996年     | 2000年     | 2005年  | 2010年  | 2015年 | 2020年  | 2022年  |
| ------------------------------------- | ---------- | ---------- | ------- | ------- | ------ | ------- | ------- |
| 玄風JCT - 北玄風HIC                   | 31,721     | 33,182     | 34,176  | 33,008  | 33,773 | 33,231  | 38,553  |
| 北玄風HIC - 達城IC                    | 31,721     | 33,182     | 34,176  | 33,008  | 33,773 | 36,273  | 41,650  |
| 達城IC - 玉浦JCT                      | 40,914     | 42,696     | 39,278  | 47,547  | 44,689 | 48,942  | 46,090  |
| 玉浦JCT - 花園玉浦IC（旧・花園IC/TG） | 60,088     | 60,059     | 60,930  | 63,759  | 72,873 | 73,458  | 100,188 |
| 花園玉浦IC - 流川HIC                  | データなし | データなし | 92,498  | 25,729  | 84,181 | 95,748  | 103,199 |
| 流川HIC - 南大邱IC                    | データなし | データなし | 92,498  | 25,729  | 84,181 | 72,191  | 94,953  |
| 南大邱IC - 城西IC                     | データなし | データなし | 97,139  | 25,864  | 32,718 | 51,261  | 61,134  |
| 城西IC - 西大邱IC                     | データなし | データなし | 175,489 | 25,864  | 32,718 | 51,261  | 61,134  |
| 西大邱IC（旧・西大邱TG） - 琴湖JCT    | 86,388     | 82,390     | 95,260  | 100,366 | 31,720 | 126,685 | 131,690 |

## インターチェンジなど
- 全区間大邱広域市所在

| IC 番号                              | 施設名                               | 施設名                               | 接続路線名                                   | 起点 から (km)                       | 備考                                      | 所在地                               |
| 中部内陸高速道路 昌寧IC・内西JCT方面 | 中部内陸高速道路 昌寧IC・内西JCT方面 | 中部内陸高速道路 昌寧IC・内西JCT方面 | 中部内陸高速道路 昌寧IC・内西JCT方面         | 中部内陸高速道路 昌寧IC・内西JCT方面 | 中部内陸高速道路 昌寧IC・内西JCT方面      | 中部内陸高速道路 昌寧IC・内西JCT方面 |
| ------------------------------------ | ------------------------------------ | ------------------------------------ | -------------------------------------------- | ------------------------------------ | ----------------------------------------- | ------------------------------------ |
| 1                                    | 玄風JCT・IC                          | 현풍 분기점                          | 高速国道45号中部内陸線（直通） 国家産団北路  | 0.0                                  | 内西方面↔琴湖方面（中部内陸支線）直通     | 達城郡                               |
| SA 1-1                               | 玄風SA 北玄風ハイパスIC              | 현풍 휴게소 북현풍 나들목            | 国道5号（琵瑟路）                            | 3.1                                  | ICはハイパス専用                          | 達城郡                               |
| 2                                    | 達城IC                               | 달성 나들목                          | 論工路（連絡道路）                           | 12.4                                 | 琴湖方面からの進出・進入のみ              | 達城郡                               |
| 3                                    | 玉浦JCT                              | 옥포 분기점                          | 高速国道12号光州大邱線                       | 15.3                                 | 光州方面↔琴湖方面のみ連絡                 | 達城郡                               |
| 4                                    | 花園玉浦IC                           | 화원옥포 나들목                      | 国道5・26号（琵瑟路）                        | 17.2                                 |                                           | 達城郡                               |
| 5                                    | 流川ハイパスIC                       | 유천 나들목                          | 大邱広域市道10号（達西大路） 城川路          | 20.1                                 | ハイパス専用 琴湖方面からの進出・進入のみ |                                      |
| 6                                    | 南大邱IC                             | 남대구 나들목                        | 大邱広域市道11号（新川大路、都市高速道路）   | 23.2                                 |                                           |                                      |
| 8                                    | 西大邱IC                             | 서대구 나들목                        | 大邱広域市道11号（新川大路、都市高速道路）   | 28.1                                 |                                           |                                      |
| 9                                    | 琴湖JCT                              | 금호 분기점                          | 高速国道55号中央線（直通） 高速国道1号京釜線 | 30.0                                 | 玄風方面↔春川方面（中央線）直通           |                                      |
| 中央高速道路 安東JCT・春川IC方面     |                                      |                                      |                                              |                                      |                                           |                                      |